# 中国驻波兰大使列表
本列表为中華民國和中華人民共和國驻波兰历任大使名录。

## 历任中国驻波兰大使

### 中华民国驻波兰公使（1931年－1945年）
1930年9月22日中华民国与波兰商谈互派使节后，于1931年开始派遣驻波兰公使。1939年9月，德军占领波兰。1940年，中国政府停办驻波兰公使馆。1942年1月，中国政府在各国流亡政府所在地伦敦侨置驻波兰公使馆，并以驻荷兰公使金问泗兼管馆务。6月24日，驻波兰公使馆升格为大使馆。
| 姓名   | 任命           | 到任           | 递交国书      | 免职           | 离任          | 外交衔级 | 外交职务     | 备注                          | 备注 |
| ------ | -------------- | -------------- | ------------- | -------------- | ------------- | -------- | ------------ | ----------------------------- | ---- |
| 王广圻 | 1931年8月15日  | 未到任         |               | 1933年5月13日  |               | 公使     | 特命全权公使 |                               |      |
| 李锦纶 | 1933年5月13日  | 1933年9月26日  | 1933年10月6日 | 1934年6月25日  |               | 公使     | 特命全权公使 |                               |      |
| 张歆海 | 1934年6月25日  | 1934年8月22日  | 1934年9月25日 | 1936年12月21日 |               | 公使     | 特命全权公使 |                               |      |
| 谭葆端 | 1936年12月1日  | 1936年12月13日 |               |                | 1937年4月24日 | 一等秘书 | 临时代办     |                               |      |
| 魏宸组 | 1937年1月7日   | 1937年4月24日  |               | 1938年10月21日 | 1938年12月3日 | 公使     | 特命全权公使 |                               |      |
| 王景岐 | 1938年10月21日 | 1938年12月14日 |               | 1940年8月18日  | 1941年8月24日 | 公使     | 特命全权公使 | 1940年8月18日驻波兰公使馆闭馆 |      |
| 金问泗 | 1942年1月31日  | 1942年1月31日  |               | 1945年3月19日  |               | 公使     |              | 驻荷兰公使兼管驻波兰公使馆    |      |

### 中华民国驻波兰大使（1945年－1949年）
1942年6月24日，中国驻波兰公使馆升格为大使馆。1945年3月19日，原兼代波兰公使馆馆务的驻荷兰公使金问泗被任命为驻比利时大使，同时兼代波兰大使馆馆务。1946年，中国政府在波兰首都华沙设立大使馆，由参事代理馆务。1949年10月11日，驻波兰大使馆闭馆。
| 姓名   | 任命          | 到任          | 递交国书 | 免职          | 离任           | 外交衔级 | 外交职务 | 备注                         | 备注 |
| ------ | ------------- | ------------- | -------- | ------------- | -------------- | -------- | -------- | ---------------------------- | ---- |
| 金问泗 | 1945年3月19日 | 1945年3月19日 |          |               | 1949年10月11日 | 大使     |          | 驻比利时大使兼管驻波兰大使馆 |      |
| 葆毅   | 1946年6月27日 | 1946年9月9日  |          | 1949年11月3日 | 1949年10月11日 | 参事     | 临时代办 |                              |      |

### 中华人民共和国驻波兰大使（1950年至今）
1949年10月7日，中华人民共和国与波兰共和国建交后，于1950年起派遣驻波兰大使。
| 姓名   | 任命           | 任命           | 到任          | 递交国书       | 免职           | 免职           | 离任           | 外交衔级 | 外交职务     | 备注       |
| 姓名   | 全国人大常委会 | 主席           | 到任          | 递交国书       | 全国人大常委会 | 主席           | 离任           | 外交衔级 | 外交职务     | 备注       |
| ------ | -------------- | -------------- | ------------- | -------------- | -------------- | -------------- | -------------- | -------- | ------------ | ---------- |
| 彭明治 | 1950年6月28日  | 1950年6月8日   | 1950年7月17日 | 1950年7月20日  | 1952年8月7日   | 1952年8月16日  | 1952年4月      | 大使     | 特命全权大使 |            |
| 曾涌泉 | 1952年8月7日   | 1952年8月16日  | 1952年9月17日 | 1952年9月27日  | 1954年12月31日 | 1955年1月14日  | 1955年1月      | 大使     | 特命全权大使 |            |
| 王炳南 | 1954年12月31日 | 1955年1月14日  | 1955年3月8日  | 1955年3月15日  | 1963年12月18日 | 1964年4月30日  | 1964年4月20日  | 大使     | 特命全权大使 |            |
| 王国权 | 1963年12月18日 | 1964年4月30日  | 1964年7月11日 | 1964年7月17日  | 不適用         | 不適用         | 1967年7月      | 大使     | 特命全权大使 |            |
| 陈东   | 不適用         | 不適用         | 1967年        | 不適用         | 不適用         | 不適用         | 1969年         | 参赞     | 临时代办     |            |
| 雷阳   | 不適用         | 不適用         | 1969年        | 不適用         | 不適用         | 不適用         | 1970年8月      | 参赞     | 临时代办     |            |
| 姚广   | 不適用         | 不適用         | 1970年8月24日 | 1970年8月31日  | 不適用         | 不適用         | 1971年12月20日 | 大使     | 特命全权大使 |            |
| 刘述卿 | 不適用         | 不適用         | 1972年4月18日 | 1972年4月28日  | 1976年12月2日  | 不適用         | 1977年1月8日   | 大使     | 特命全权大使 |            |
| 李则望 | 1977年10月24日 | 不適用         | 1977年4月8日  | 1977年4月20日  | 1982年11月19日 | 不適用         | 1982年12月10日 | 大使     | 特命全权大使 |            |
| 于洪亮 | 1982年11月19日 | 不適用         | 1983年4月     | 1983年4月27日  | 1984年11月14日 | 1985年5月7日   | 1985年1月      | 大使     | 特命全权大使 |            |
| 王荩卿 | 1985年1月21日  | 1985年5月7日   | 1985年4月     | 1985年4月17日  | 1987年3月19日  | 1987年8月13日  | 1987年7月      | 大使     | 特命全权大使 |            |
| 裴远颖 | 1987年3月19日  | 1987年8月13日  | 1987年7月     | 1987年7月16日  | 1992年2月25日  | 1992年4月19日  | 1992年4月      | 大使     | 特命全权大使 | 兼驻立陶宛 |
| 刘彦顺 | 1992年2月25日  | 1992年4月19日  | 1992年4月     | 1992年5月13日  | 1995年5月10日  | 1995年10月19日 | 1995年10月     | 大使     | 特命全权大使 |            |
| 陈世泽 | 1995年5月10日  | 1995年10月19日 | 1995年10月    | 1995年10月30日 | 1997年7月3日   | 1998年4月2日   | 1998年2月      | 大使     | 特命全权大使 |            |
| 陈棣   | 1997年7月3日   | 1998年4月2日   | 1998年3月     | 1998年5月5日   | 2000年7月8日   | 2000年12月4日  | 2000年10月     | 大使     | 特命全权大使 |            |
| 周晓沛 | 2000年7月8日   | 2000年12月4日  | 2000年11月    | 2000年11月21日 | 2003年4月26日  | 2003年8月25日  | 2003年7月      | 大使     | 特命全权大使 |            |
| 苑桂森 | 2003年4月26日  | 2003年8月25日  | 2003年9月     |                | 2007年2月28日  | 2007年8月23日  | 2007年6月      | 大使     | 特命全权大使 |            |
| 孙荣民 | 2007年2月28日  | 2007年8月23日  | 2007年8月12日 | 2007年9月10日  | 2010年2月26日  | 2010年6月10日  | 2010年5月      | 大使     | 特命全权大使 |            |
| 孙玉玺 | 2010年2月26日  | 2010年6月10日  | 2010年6月16日 | 2010年8月30日  | 2012年4月27日  | 2012年8月30日  | 2012年8月      | 大使     | 特命全权大使 |            |
| 徐坚   | 2012年4月27日  | 2012年8月30日  | 2012年8月29日 | 2012年10月9日  | 2017年12月27日 | 2018年4月2日   | 2018年2月      | 大使     | 特命全权大使 |            |
| 刘光源 | 2017年12月27日 | 2018年4月2日   | 2018年3月21日 | 2018年4月17日  | 2021年3月30日  | 2021年9月3日   | 2021年4月      | 大使     | 特命全权大使 |            |
| 孙霖江 | 2021年4月29日  | 2021年9月3日   | 2021年8月27日 | 2021年10月25日 |                |                | 2025年5月      | 大使     | 特命全权大使 |            |